# برينت كارتر
برينت كارتر (بالإنجليزية: Brent Carter)‏ هو لاعب بوكر أمريكي، ولد في 28 سبتمبر 1948 في أوك بارك في الولايات المتحدة.